# Marmagne (Cher)
Marmagne é uma comuna francesa na região administrativa do Centro, no departamento de Cher. Estende-se por uma área de 37,66 km². Em 2010 a comuna tinha 1 994 habitantes (densidade: 52,9 hab./km²).